# Small Faces (groupe)
Pour les articles homonymes, voir Small Faces.
 (septembre 2023).
Small Faces est un groupe britannique de rock, actif entre 1965 et 1978. Il se forme en 1965 et se sépare une première fois en 1969, puis se reforment de 1975 à 1978 avec un personnel légèrement différent. Mené d'abord par Steve Marriott et Ronnie Lane, il est l'un des fleurons du courant mod avec les Who et les Kinks.

## Histoire
Ronnie Lane, passionné de guitare, rencontre à l'âge de 15 ans le batteur Kenney Jones. Ils se lient d'amitié et forment quelque temps plus tard un petit groupe, The Outcasts. À cette époque, Lane comprend vite ses limites à la guitare et confie cet instrument à son ami Steve Marriott pour se rabattre sur la basse, tandis que Jones joue la batterie. 
En 1965, ils forment les Small Faces et recrutent un organiste, Jimmy Winston. Leur premier single, Whatcha Gonna Do About It (inspiré du riff de Everybody Needs Somebody to Love de Solomon Burke), se classe no 14 en septembre. Le second, I've Got Mine, est en revanche un véritable flop. Ils enregistrent ensuite leur single suivant, Sha-La-La-La-Lee qui devient numéro 3 des charts britanniques, couplé à un instrumental, Grow Your Own. Winston quitte alors les Small Faces pour former son groupe, Jimmy Winston and His Reflections (qui deviendra par la suite Winston's Fumbs et qui inclut Tony Kaye à l'orgue et au piano, futur organiste de Yes), il est remplacé par Ian McLagan.
En à peine six mois, les Small Faces inscrivent dans les charts trois grand succès composés par Ronnie Lane et Steve Marriott : Hey Girl (no 10 au Royaume-Uni), All or Nothing (no 1 des ventes en août 1966) et My Mind's Eye (no 4).
Dès lors, la machine est lancée. Ils quittent Decca pour Immediate Records et les singles suivants n'ont aucun mal à percer : Here Come the Nice — qui a inspiré Keith Emerson pour le nom de son groupe The Nice — échappe à la censure malgré ses paroles évoquant le speed (amphétamines) ; la psychédélique Itchycoo Park (no 3), avec le premier usage du flanging dans la musique pop, se classe également aux États-Unis (no 16) ; Tin Soldier écrite pour P. P. Arnold, ; Lazy Sunday, inspirée du music-hall et publiée sans l'accord du groupe, est no 2 en 1968. L'album-concept Ogdens' Nut Gone Flake rencontre également un franc succès. Sur la version rééditée de 2007 parmi les nombreuses pièces bonus, on retrouve la très belle composition de Steve Marriott, The Autumn Stone. On y entend, outre l'harmonica et la voix de Marriott, une flûte traversière et un sitar. 
Puis Steve Marriott fait la rencontre du jeune guitariste des Herd, Peter Frampton et le présente aux autres membres des Small Faces dans le but de l'intégrer au groupe mais devant leur refus, il part former Humble Pie le 29 avril 1969. Après un moment de flottement, Kenney Jones présente alors aux autres deux musiciens en rupture de groupe, en effet le chanteur Rod Stewart et le guitariste Ron Wood, ont quittés le Jeff Beck Group, ils poursuivent alors sous le nom des Faces. Leur premier album, First Step, sort en 1970 et s'ouvre sur une composition de Bob Dylan, Wicked Messenger. Une nouvelle compilation des Small Faces, The Autumn Stone, paraît en 1969.
Les Small Faces se reforment en 1977 sous la tutelle de Steve Marriott, qui a dissous Humble Pie, mais sans Ronnie Lane qui commence à ressentir les premiers symptômes de la sclérose en plaques qui l'emportera finalement le 4 juin 1997 à Trinidad. Il est remplacé par Rick Wills (ex-Joker's Wild (le premier groupe de David Gilmour avant qu'il ne rejoigne Pink Floyd), tourne avec Roxy Music et futur Foreigner). Cette formation des Small Faces publie deux albums, d'abord Playmates (1977) sur lequel on retrouve des musiciens et choristes invités tels que Greg Ridley, P.P. Arnold, Vicky Brown, Joe Brown et Mel Collins. Puis en 1978, 78 in the Shade sur lequel on reconnait le guitariste Jimmy McCulloch qui joue sur deux chansons à titre d'invité. Les deux albums sont des échecs commerciaux et critiques qui entraînent la séparation finale en 1978. Kenney Jones est devenu le batteur des Who après la mort de Keith Moon en 1978 et a continué à travailler avec le groupe jusqu'en 1988. En 2001 Kenney Jones forme le groupe The Jones Gang avec Rick Wills, l'ex-chanteur de Bad company Robert Hart au chant et le guitariste Dave Colwell. Ian McLagan décède le 3 décembre 2014, des suites de complications consécutives à un accident vasculaire cérébral, selon le site officiel du musicien. McLagan a aussi assisté les Rolling Stones sur leur album Some Girls, et joué avec Chuck Berry, Bruce Springsteen et Bob Dylan. Steve Marriott meurt le 20 avril 1991 : à la suite de l'ingestion d'un mélange de cocaïne, d'alcool et de valium, il aurait mis accidentellement le feu à ses draps et péri dans l'incendie qui a suivi. Il était sur le point d'effectuer un retour en musique avec son fidèle ami et partenaire de l'époque de Humble Pie, Peter Frampton. Ils venaient d'enregistrer deux chansons ensemble, The Bigger they Come et I Won't Let You Down, cette dernière avec Steve Marriott au chant, ces deux chansons se sont retrouvées sur la compilation de Frampton, Shine on : A collection.
Le 14 avril 2012, les Small Faces ont été intronisés au fameux Rock n' Roll Hall Of Fame. Kenney Jones et Ian McLgan, les deux membres encore vivants du groupe, étaient présents et ont été présentés à la foule par Ron Wood, l'ex-guitariste des Faces et désormais membre des Rolling Stones depuis Février 1976.

## Membres
- Stephen Peter Marriott — guitares, harmonica, chant (1965–1968, 1977–1978, décédé le 20 avril 1991)
- Ronald Frederick Lane — basse, chant (1965–1969, décédé le 4 juin 1997)
- James Edward Winston Langwith — claviers, guitare, chant (1965-1966)
- Ian Patrick McLagan — claviers, chant (1966–1969, 1977–1978, décédé le 3 décembre 2014
- Richard William Wills — basse, chœurs (1977–1978)
- Kenneth Thomas Jones — batterie, percussions (1965–1969, 1977–1978)

## Discographie

### Albums studio
- 1966 : Small Faces (Decca Records)
- 1967 : Small Faces (Immediate Records ; édité aux États-Unis sous le titre There Are But Four Small Faces sur Columbia Records avec un contenu différent)
- 1968 : Ogdens' Nut Gone Flake (Immediate) - Réédité en 2012
- 1977 : Playmates (Atlantic)
- 1978 : 78 in the Shade (Atlantic)

### Album live
- 1999 : The BBC Sessions (Strange Fruit)

### Singles
- 1965 : Whatcha Gonna Do About It / What's a Matter Baby ((no)14)
- 1965 : I've Got Mine / It's Too Late
- 1966 : Sha-La-La-La-Lee / Grow Your Own ((no)3)
- 1966 : Hey Girl / Almost Grown ((no)10)
- 1966 : All or Nothing / Understanding ((no)1)
- 1966 : My Mind's Eye / I Can't Dance With You ((no)4)
- 1967 : I Can't Make It / Just Passing ((no)26)
- 1967 : Here Come the Nice / Talk To You ((no)12)
- 1967 : Itchycoo Park / I'm Only Dreaming ((no)3)
- 1967 : Tin Soldier / I Feel Much Better ((no)9)
- 1968 : Lazy Sunday / Rollin' Over ((no)2)
- 1968 : The Universal / Donkey Rides, A Penny, A Glass ((no)16)
- 1969 : Afterglow of Your Love / Wham Bam Thank You Mam ((no)36)
- 1975 : Itchycoo Park – réédition ((no)9)
- 1976 : Lazy Sunday – réédition ((no)36)

### EP
- 1965 : Don't Stop What You're Doing/Come on Children / Whatcha Gonna Do About it/What's a Matter Baby (sorti en France sur Decca Records)
- 1966 : Sha La La La Lee/Watcha Gonna do About it / All or Nothing (sorti en Nouvelle Zélande sur Decca Records)
- 1967 : My Mind's eye/I Can't Dance with You/Shake/One Night Stand (sorti en France toujours sur Decca Records)

### Compilations
- 1967 : From the beginning (réédité en 2012 en version remixée sur Decca Records 2 CD dans la collection The Roots Of British Rock)
- 1969 : The Autumn Stone - 2 CD
- 1969 : In Memoriam - Version abrégée de la compilation The Autumn Stones.
- 1970 : Wham Bam!
- 1975 : The Immediate Story - Small Faces Volume II 2 CD
- 1976 : Rock Roots
- 1996 : The Decca Anthology 1965-1967 - 2 CD - Inclut 2 chansons de Jimmy Winston And His Reflections et 2 de Steve Marriott.
- 1997 : The Masters - 2 CD
- 1997 : Greatest Hits - 2 CD
- 1999 : The BBC Sessions
- 2001 : Best of The Small Faces
- 2015 : The Decca Years : 1965 - 1967 - Boîtier 5 CD + Livret.
- 2017 : In Session At The BBC 1965-1966 - 2 CD - Aussi disponible sous forme de disque vinyles, album double.
- 2018 : Smalls - 2 CD

### Vidéos et DVD
- 1991 : Big Hits
- 2003 : Special Edition
- 2005 : Under Review
- 2009 : All Or Nothing 1965-1968